# 布塔
布塔是剛果民主共和國的城鎮，由下韋萊省負責管轄，位於該國北部，海拔高度430米，距離基桑加尼324公里，鎮上有機場設施，2009年人口估計約50,130。
2°48′N 24°44′E / 2.800°N 24.733°E
1. ↑  CENI, Répartition des sièges pour les élections, 2018.